# Louis Van Raak
Louis Van Raak is een Nederlands redacteur.

## Levensloop
Hij groeide op in Eindhoven. 
Aanvankelijk was hij werkzaam op de persdienst van Philips. In de jaren 60 maakte hij de overstap naar de media en ging aan de slag bij Humo onder hoofdredacteur Jef Anthierens. Later stapte hij over naar het weekblad Panorama.
In 1975 richtte hij het weekblad Story op, waarvan hij tot 2000 hoofdredacteur was.